# John Young (Künstler)
John Zerunge Young AM (* 1956 in Hongkong) ist ein zeitgenössischer Künstler, der in Melbourne, Australien, lebt.

## Leben und Werk
1967, zur Zeit der Kulturrevolution in China, brachten ihn seine Eltern nach Australien. Young studierte dort zunächst Philosophie und wurde später Künstler.
Seine erste Ausstellung eröffnete Young 1979, u. a. präsentierte er seine Werke im Guggenheim Museum in New York.
Die Ausstellung Bonhoeffer in Harlem ist dauerhaft in der Erlöserkirche in Bamberg zu sehen und beinhaltet einen handgeknüpften Seidenteppich sowie drei Drucke und acht Kreidezeichnungen auf schwarz grundiertem Papier. Diese Ausstellung war zunächst Bestandteil der Ausstellung Circles, die 2013 in Bamberg u. a. von dem in Berlin lebenden und aus Bamberg stammenden Galeristen Alexander Ochs-Barwinek koordiniert wurde. Im Anschluss schenkten Young und Ochs-Barwinek der Erlöserkirche die dort ausgestellten Werke für eine Dauerausstellung.
Andere Ausstellungen waren (Auswahl):
- 1982 The Second Mirage. Rosroe, Connemara, Irland
- 1995 Transcultural Painting. Ian Potter Museum of Art, University of Melbourne; Taichung Museum of Art, Taichung; Tamsui Centre for Art and Culture, Taipei; Hong Kong Visual Arts Centre, Hong Kong; Guangzhou Institute of Fine Arts, Guangzhou; Song He Tan Gallery, Beijing, kuratiert von Francis Lindsay und Merryn Gates
- 1996 Systems End. Oxy Gallery, Osaka; Hakone-Open-Air-Museum, Hakone; Dong An Gallery, Seoul; Kaoshung Museum of Art, Kaoshiung, kuratiert von William Wright und Takeshi Kanazawa
- 2005–2006 Orient/Occident: John Young – a survey of works, 1978-2005. TarraWarra Museum of Art, Victoria, kuratiert von Maudie Palmer
- 2010–2011 Safety Zone. Anna Schwartz Gallery, Melbourne;[1] University of Queensland Art Museum, Brisbane
- 2013 The Bridge and the Fruit Tree: John Young - A Survey. Australian National University Drill Hall Gallery, Canberra
- 2016 The repetition of the good. The repetition of the bad. Alexander Ochs Gallery, New Synagogue, Berlin - Centrum Judaicum
- 2017 Macau Days. Migration Museum, Adelaide
- 2018 The Burrangong Affray. 4A Centre for Contemporary Asian Art, Sydney[2]
- 2019 The Lives of Celestials: John Young Zerunge. Town Hall Gallery, Boroondara, Melbourne

Arbeiten Youngs befinden sich in der Sammlung der National Gallery of Australia in Canberra.

## Auszeichnungen
- Australia Council Visual Arts Fellowship[4]
- Member of the Order of Australia[5]